# Rajd Polski 1962
22. Rajd Polski (oficjalnie XXII Rajd Polski) był rozgrywany w dniach 2–6 sierpnia 1962 roku. Był on szóstą rundą Rajdowych Mistrzostw Europy  w roku 1962 i zarazem piątą eliminacją Rajdowych Samochodowych Mistrzostw Polski w roku 1962 o najwyższym współczynniku – 10. Komandorem rajdu był mgr inż. Mieczysław Kamieński.

## Harmonogram rajdu[2]
1. etap
- OS0	Próba hamowania Kraków
- OS1	Skomielna
- OS2	Jaszczurówka
- OS3	Żebraczka
- OS3	SG1 Berehy Górne
- OS4	Berehy Górne
- OS5	Cisna
- OS6	Biczyce
- OS7	Limanowa-Bochnia

2. etap
- OS7	SG1 Kubalonka
- OS8	Wisła-Kubalonka
- OS9	Kudowa-Karłów
- OS10	Rościszów - Walim
- OS11	Kowary
- OS12	Bierutowice-Sosnówka
- OS13	Michałowice
- OS14	Kowary
- OS15	Walim - Rościszów
- OS16	Karłow-Kudowa
- OS17	Wisła
- OS18	SG3 Ojców
- OS18	Próba hamowania Kraków

3. etap
- OS18	SP1 Speed test Airport Kraków-Czyżyny (10 laps)

## Klasyfikacja rajdu
| Miejsce                        | Kierowca                     | Pilot                        | Samochód                     |
| Klasyfikacja generalna i ERC   | Klasyfikacja generalna i ERC | Klasyfikacja generalna i ERC | Klasyfikacja generalna i ERC |
| ------------------------------ | ---------------------------- | ---------------------------- | ---------------------------- |
| 1                              | Eugen Böhringer              | Peter Lang                   | Mercedes-Benz 220SE          |
| 2                              | Pat Moss                     | Pauline Mayman               | Austin-Healey 3000           |
| 3                              | Hermann Kühne                | Hans Wencher                 | Mercedes-Benz 220SE          |
| 4                              | Kurt Otto                    | Hermann Hanf                 | Wartburg                     |
| 5                              | Evert Christoffersson        | Gösta Lilienberg             | Volvo PV544                  |
| 6                              | Ewy Rosqvist                 | Ursula Wirth                 | Mercedes-Benz 220SE          |
| 7                              | Jerzy Dobrzański             | Czesław Murawski             | BMW 700 Sport                |
| 8                              | Marian Repeta                | Eugeniusz Stryczek           | Warszawa                     |
| 9                              | Ryszard Nowicki              | Czesław Wodnicki             | Fiat 600 FC                  |
| 10                             | Ludwik Postawa               | Kazimierz Jaromin            | Simca Aronde                 |
| Klasyfikacja mistrzostw Polski |                              |                              |                              |
| 1                              | Jerzy Dobrzański             | Czesław Murawski             | BMW 700 Sport                |
| 2                              | Marian Repeta                | Eugeniusz Stryczek           | Warszawa                     |
| 3                              | Ryszard Nowicki              | Czesław Wodnicki             | Fiat 600 FC                  |
| 4                              | Ludwik Postawa               | Kazimierz Jaromin            | Simca Aronde                 |